# Сидклей
Сидкле́й Ферре́йра Пере́йра (порт.-браз. Sidcley Ferreira Pereira); род. 13 мая 1993, Вила-Велья, Эспириту-Санту), более известный как Сидклей (порт.-браз. Sidcley) — бразильский футболист, защитник клуба «Ламия».

## Клубная карьера
Сидклей — воспитанник клубов «Тупи» и «Атлетико Паранаэнсе», но профессиональную карьеру он начал в команде «Линьярис». В 2011 году Сидклей уехал в ОАЭ, где провёл пару сезонов в составе клуба «Шарджа». В начале 2013 года игрок вернулся в Бразилию, присоединившись к «Гремио Катандувенсе». 26 января в матче второго дивизиона Лиги Паулиста против «Сан-Жозе Эспорте» он дебютировал за новый клуб. В начале 2014 года Сидклей вернулся в «Атлетико Паранаэнсе». 18 января в поединке Лиги Паулиста против «Прудентополиса» игрок дебютировал за основной состав. В матче против «Гремио» он дебютировал в бразильской Серии А.
В начале 2015 года Сидклей на правах аренды перешёл в «Атлетико Гоияниенсе» на сезон. 21 марта в матче Лиги Гояно против «Итумбиары» он дебютировал за новый клуб. 9 апреля в поединке против «Гремио Анаполис» Сидклей забил свой первый гол за «Атлетико Гоияниенсе».
По окончании аренды игрок вернулся в «Атлетико Паранаэнсе». 12 июля 2015 года в поединке против «Флуминенсе» Сидклей забил свой первый гол за клуб. В 2016 году он помог команде выиграть Лигу Паранаэнсе. В начале 2018 года Сидклей на правах аренды сроком 6 месяцев перешёл в «Коринтианс». 15 марта в матче Кубка Либертадорес против венесуэльского «Депортиво Лара» он дебютировал за новую команду. 23 марта в поединке Лиги Пауалиста против «Брагантино» Сидклей забил свой первый гол за «Коринтианс». 18 мая в матче Кубка Либертадорес против «Депортиво Лара» он отметился забитым мячом.
Летом 2018 года Сидклей перешёл в киевское «Динамо». 25 августа 2018 в матче против одесского «Черноморца» он дебютировал в украинской Премьер-лиге.
В январе 2020 года перешёл на правах аренды в «Коринтианс». 
27 августа 2021 перешёл на правах аренды в греческий клуб ПАОК до конца сезона 2021/22.

## Достижения
«Атлетико Паранаэнсе»
- Чемпион Лиги Паранаэнсе: 2016

«Коринтианс»
- Чемпион Лиги Паулиста: 2018

«Динамо» (Киев)
- Чемпион Украины (1): 2020/21
- Обладатель Кубка Украины (1): 2020/21
- Обладатель Суперкубка Украины: 2018

ПАОК
- Серебряный призёр чемпионата Греции: 2021/22
- Финалист Кубка Греции: 2021/22